# بخش مرکزی شهرستان گرمسار
بخش مرکزی شهرستان گرمسار یکی از بخش‌های شهرستان گرمسار در استان سمنان ایران است.

## تقسیمات کشوری
- بخش مرکزی شهرستان گرمسار
  - دهستان حومه
  - دهستان لجران

شهر: گرمسار

## جمعیت
بنابر سرشماری مرکز آمار ایران، جمعیت بخش مرکزی شهرستان گرمسار در سال ۱۳۸۵ برابر با ۴۹۹۱۵ نفر بوده است.